# Fédération de football du Burundi
Pour les articles homonymes, voir FFB.
La Fédération de football du Burundi (FFB) est une association regroupant les clubs de football du Burundi et organisant les compétitions nationales et les matchs internationaux de la sélection du Burundi.
La fédération nationale du Burundi est fondée en 1948, elle est affiliée à la FIFA depuis 1972 et elle est membre de la CAF depuis 2000.

## Présidences successives
- 2004 - 2013 : Lydia Nsekera[1], membre du Comité international olympique[2].
- 2013 - : Révérien Ndikuriyo